# Amin Younes
Amin Younes (Düsseldorf, 6 augustus 1993) is een Duits-Libanees voetballer die doorgaans als vleugelaanvaller speelt. Younes debuteerde in 2017 in het Duits voetbalelftal.

## Clubcarrière

### Borussia Mönchengladbach
Younes, zoon van een Libanese vader en een Duitse moeder, werd op zesjarige leeftijd opgenomen in de jeugdopleiding van Borussia Mönchengladbach. Op 12 februari 2011 debuteerde hij bij de amateurs tegen Schalke 04 II. Op 1 april 2012 debuteerde hij in de Bundesliga tegen Hannover 96. Hij verving zes minuten voor tijd Tony Jantschke. Younes maakte op 6 december 2012 zijn Europees debuut in de Europa League, tegen het Turkse Fenerbahçe SK. Zeven minuten na zijn invalbeurt leidde hij met een dribbel zijn team naar de 0-3. Op 24 februari 2013 startte hij voor het eerst in de basiself tegen Borussia Dortmund. Hij scoorde meteen zijn eerste doelpunt voor BMG, dat twee punten afsnoepte van Borussia Dortmund (1-1). In totaal kwam Younes uit in 28 wedstrijden, waarin hij eenmaal keer wist te scoren en drie keer een assist wist af te geven.

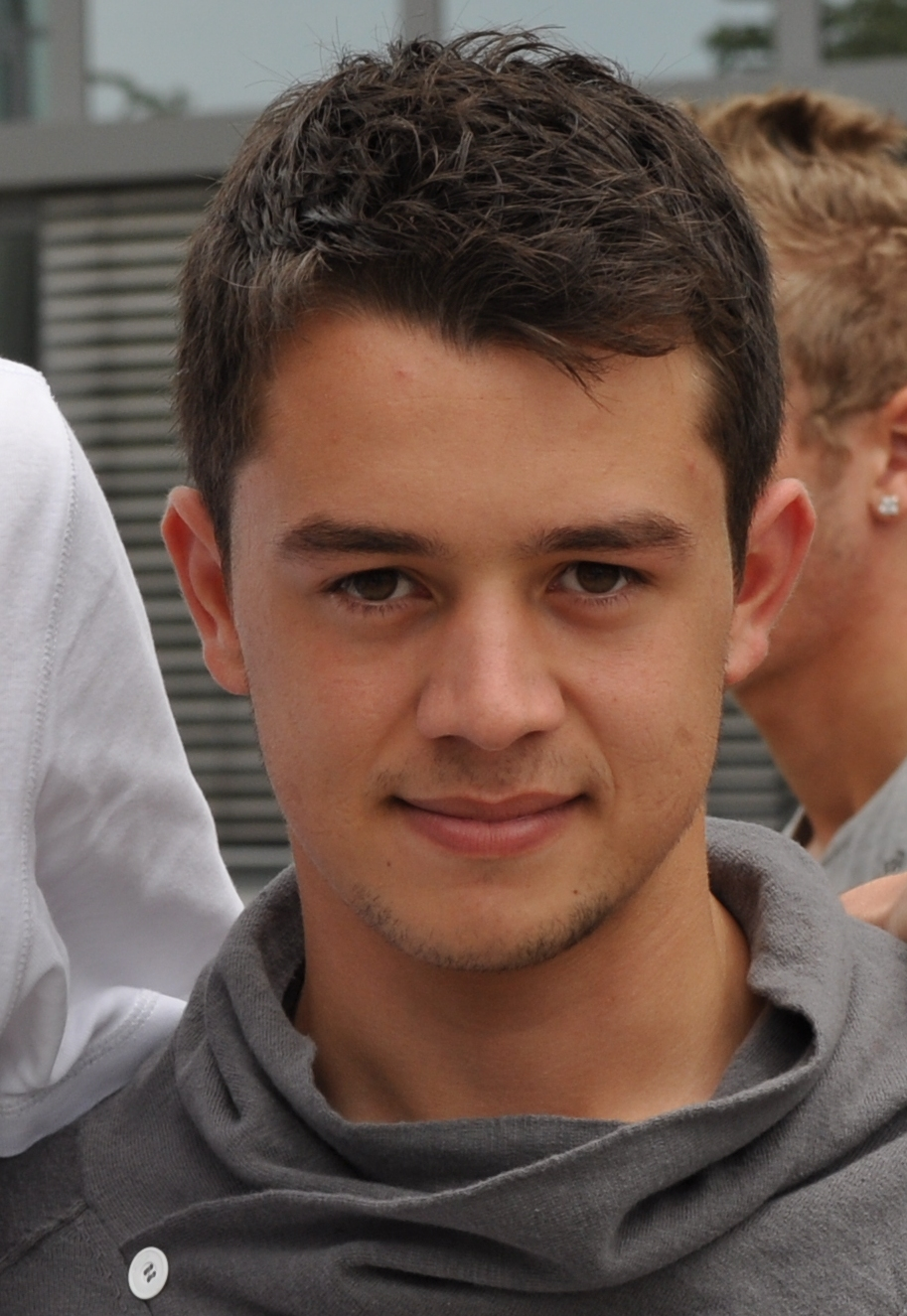
Younes tijdens zijn periode bij Borussia Mönchengladbach (2012)

#### Verhuur aan 1. FC Kaiserslautern
Gedurende het seizoen 2014/15 werd Younes verhuurd aan 1. FC Kaiserslautern, in de 2. Bundesliga. In totaal kwam Younes uit in vijftien wedstrijden, waarin hij twee keer wist te scoren en twee keer een assist wist af te geven.

### Ajax
Younes tekende op 16 juli 2015 een contract voor drie seizoenen bij Ajax. Dat betaalde circa €1.500.000,- aan Borussia Mönchengladbach. In zijn verbintenis werd een optie voor nog een seizoen opgenomen. Younes begon het seizoen met een aantal wedstrijden bij Jong Ajax. Trainer Frank de Boer haalde Younes na zijn goede optreden tegen Telstar bij de selectie voor de UEFA Europa League thuiswedstrijd tegen Celtic. In de wedstrijd tegen Celtic op 17 september 2015 maakte hij zijn officiële debuut voor Ajax. Hij begon in de basis en werd na ruim een uur spelen vervangen door Arkadiusz Milik. In de Eredivisie-topper tegen PSV op 4 oktober 2015 scoorde Younes zijn eerste officiële doelpunt voor Ajax. Hij was na 10 minuten spelen verantwoordelijk voor de gelijkmaker nadat Ajax door een doelpunt van Gaston Pereiro in de zevende minuut op achterstand kwam. Ajax verloor deze wedstrijd met 2-1 door opnieuw een doelpunt van Pereiro.

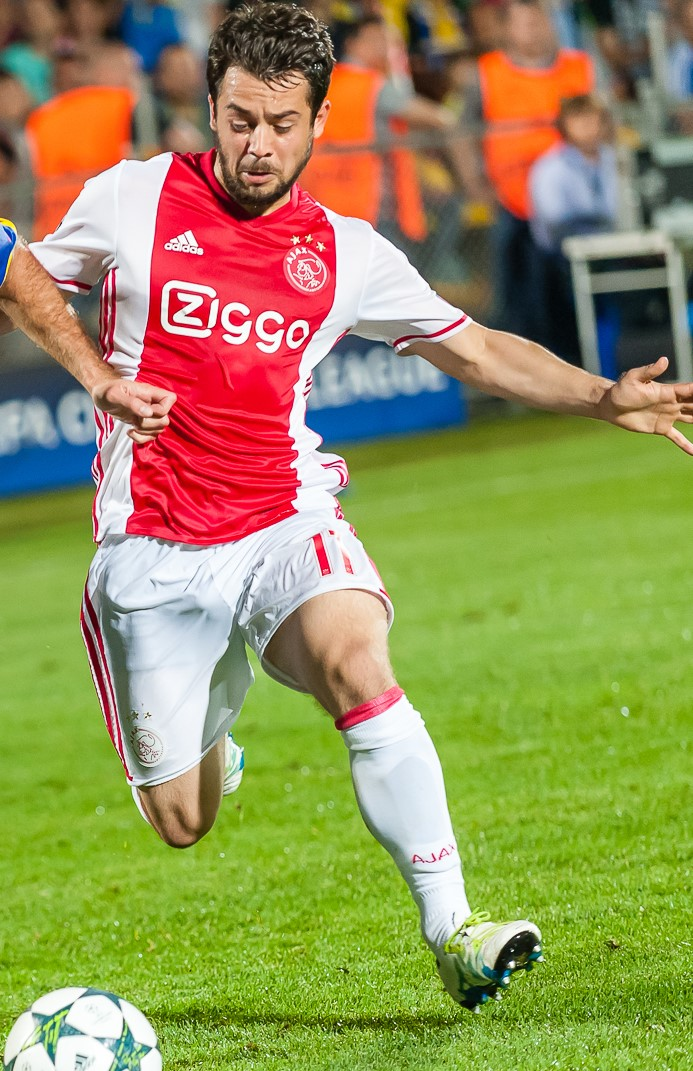
Younes namens Ajax (2016)

Younes haalde in het seizoen 2016/17 met Ajax de finale van de Europa League. Hij scoorde zelf in de kwartfinale tegen Schalke 04 en in de halve finale tegen Olympique Lyon. In de winter van het seizoen 2017/18 leek Younes via de achteruitgang bij Ajax te vertrekken nadat Justin Kluivert hem uit de basis had verdreven bij Ajax. Hij was in Italië om een contract te tekenen bij Napoli, maar de status van de transfer bleef onduidelijk. Na zijn terugkeer in Nederland weigerde hij in te vallen tijdens een wedstrijd van het eerste elftal. De coach zette hem daarop voor de rest van het seizoen uit de selectie. In totaal kwam Younes uit in honderd wedstrijden, waarin hij zeventien keer wist te scoren en 25 keer een assist wist af te geven.

### Napoli
In de zomer van 2018 sloot Younes zich definitief aan bij de club uit Napels, waar hij tekende voor vijf seizoenen. In totaal kwam Younes uit in 27 wedstrijden, waarin hij vier keer wist te scoren en drie keer een assist wist af te geven.

#### Verhuur aan Eintracht Frankfurt
In 2020 werd Younes verhuurd aan Eintracht Frankfurt. In totaal kwam Younes uit in 28 wedstrijden, waarin hij vier keer wist te scoren en drie keer een assist wist af te geven.

### Al-Ettifaq
Na tijdens zijn verhuurperiode in Duitsland op een zijspoor te zijn beland, tekende Younes in januari 2022 een lucratieve overeenkomst bij Al-Ettifaq. In totaal kwam Younes uit in negen wedstrijden, waarin hij twee keer wist te scoren en nul keer een assist wist af te geven.

#### Verhuur aan FC Utrecht
Eind augustus 2022 vertrok Younes op huurbasis naar FC Utrecht, waar hij onder meer weer voor zijn kansen in de nationale ploeg wilde gaan spelen. In december 2022 werd hij na een incident met toenmalig trainer Henk Fraser bij de keel gegrepen, waarbij eveneens werd verwezen naar zijn gedrag bij voorgaande clubs. In mei 2022 werd bekend dat de club geen actie zou ondernemen voor een langere samenwerking. In totaal kwam Younes uit in elf wedstrijden, waarin hij nul keer wist te scoren en twee keer een assist wist af te geven.

## Clubstatistieken

### Beloften
| Seizoen                   | Club                        | Competitie           | Competitie | Competitie | Overig | Overig | Totaal | Totaal |
| Seizoen                   | Club                        | Competitie           | Wed.       | Dlp.       | Wed.   | Dlp.   | Wed.   | Dlp.   |
| ------------------------- | --------------------------- | -------------------- | ---------- | ---------- | ------ | ------ | ------ | ------ |
| 2010/11                   | Borussia Mönchengladbach II | Regionalliga West    | 6          | 0          | 0      | 0      | 1      | 0      |
| 2011/12                   | Borussia Mönchengladbach II | Regionalliga West    | 20         | 3          | 0      | 0      | 0      | 0      |
| 2012/13                   | Borussia Mönchengladbach II | Regionalliga West    | 11         | 1          | 0      | 0      | 20     | 9      |
| Clubtotaal                | Clubtotaal                  | Clubtotaal           | 37         | 4          | 0      | 0      | 37     | 4      |
| 2014/15                   | → Kaiserslautern II         | Regionalliga Südwest | 3          | 0          | 0      | 0      | 3      | 0      |
| Clubtotaal                | Clubtotaal                  | Clubtotaal           | 3          | 0          | 0      | 0      | 3      | 0      |
| 2016/17                   | Jong Ajax                   | Eerste divisie       | 4          | 1          | 0      | 0      | 4      | 1      |
| 2017/18                   | Jong Ajax                   | Eerste divisie       | 1          | 1          | 0      | 0      | 1      | 1      |
| Clubtotaal                | Clubtotaal                  | Clubtotaal           | 5          | 2          | 0      | 0      | 5      | 2      |
| Carrière totaal           | Carrière totaal             | Carrière totaal      | 45         | 6          | 0      | 0      | 45     | 6      |
| Bijgewerkt op 3 juli 2023 |                             |                      |            |            |        |        |        |        |

### Senioren
| Seizoen                   | Club                     | Competitie                | Competitie | Competitie | Beker | Beker | Europees | Europees | Overig | Overig | Totaal | Totaal |
| Seizoen                   | Club                     | Competitie                | Wed.       | Dlp.       | Wed.  | Dlp.  | Wed.     | Dlp.     | Wed.   | Dlp.   | Wed.   | Dlp.   |
| ------------------------- | ------------------------ | ------------------------- | ---------- | ---------- | ----- | ----- | -------- | -------- | ------ | ------ | ------ | ------ |
| 2011/12                   | Borussia Mönchengladbach | Bundesliga                | 1          | 0          | 0     | 0     | —        | —        | 0      | 0      | 1      | 0      |
| 2012/13                   | Borussia Mönchengladbach | Bundesliga                | 11         | 1          | 0     | 0     | 2        | 0        | 0      | 0      | 13     | 1      |
| 2013/14                   | Borussia Mönchengladbach | Bundesliga                | 14         | 0          | 0     | 0     | —        | —        | 0      | 0      | 14     | 0      |
| Clubtotaal                | Clubtotaal               | Clubtotaal                | 26         | 1          | 0     | 0     | 2        | 0        | 0      | 0      | 28     | 1      |
| 2014/15                   | → 1. FC Kaiserslautern   | 2. Bundesliga             | 14         | 2          | 1     | 0     | —        | —        | 0      | 0      | 15     | 2      |
| Clubtotaal                | Clubtotaal               | Clubtotaal                | 14         | 2          | 1     | 0     | —        | —        | 0      | 0      | 15     | 2      |
| 2015/16                   | Ajax                     | Eredivisie                | 27         | 8          | 2     | 0     | 6        | 0        | 0      | 0      | 35     | 8      |
| 2016/17                   | Ajax                     | Eredivisie                | 29         | 3          | 1     | 0     | 18       | 4        | 0      | 0      | 48     | 7      |
| 2017/18                   | Ajax                     | Eredivisie                | 9          | 1          | 0     | 0     | 4        | 1        | 0      | 0      | 13     | 2      |
| Clubtotaal                | Clubtotaal               | Clubtotaal                | 65         | 12         | 3     | 0     | 28       | 5        | 0      | 0      | 96     | 17     |
| 2018/19                   | Napoli                   | Serie A                   | 12         | 3          | 1     | 0     | 3        | 0        | 0      | 0      | 16     | 3      |
| 2019/20                   | Napoli                   | Serie A                   | 9          | 1          | 1     | 0     | 1        | 0        | 0      | 0      | 11     | 1      |
| Clubtotaal                | Clubtotaal               | Clubtotaal                | 21         | 4          | 2     | 0     | 4        | 0        | 0      | 0      | 27     | 4      |
| 2020/21                   | Eintracht Frankfurt      | Bundesliga                | 26         | 3          | 1     | 1     | —        | —        | 0      | 0      | 27     | 4      |
| 2021/22                   | Eintracht Frankfurt      | Bundesliga                | 0          | 0          | 1     | 0     | —        | —        | 0      | 0      | 1      | 0      |
| Clubtotaal                | Clubtotaal               | Clubtotaal                | 26         | 3          | 2     | 1     | —        | —        | 0      | 0      | 28     | 4      |
| 2021/22                   | Al-Ettifaq               | Saudi Professional League | 7          | 1          | 0     | 0     | —        | —        | 0      | 0      | 7      | 1      |
| Clubtotaal                | Clubtotaal               | Clubtotaal                | 7          | 1          | 0     | 0     | —        | —        | 0      | 0      | 7      | 1      |
| 2022/23                   | FC Utrecht               | Eredivisie                | 10         | 0          | 1     | 0     | —        | —        | 0      | 0      | 11     | 0      |
| Clubtotaal                | Clubtotaal               | Clubtotaal                | 10         | 0          | 1     | 0     | —        | —        | 0      | 0      | 11     | 0      |
| Carrière totaal           | Carrière totaal          | Carrière totaal           | 169        | 23         | 9     | 1     | 34       | 5        | 0      | 0      | 212    | 29     |
| Bijgewerkt op 3 juli 2023 |                          |                           |            |            |       |       |          |          |        |        |        |        |

## Interlandcarrière

### Jeugdelftallen
Op 13 augustus 2013 maakte Younes  zijn debuut voor Jong Duitsland in een vriendschappelijke wedstrijd tegen Jong Frankrijk die in 0-0 eindigde. Younes kwam na rust in het veld voor Shawn Parker. Zijn eerste doelpunt voor Jong Duitsland scoorde Younes op 15 oktober 2013 in de EK-kwalificatiewedstrijd tegen Jong Faeröer. Hij werd in deze wedstrijd de matchwinner. Younes was met Jong Duitsland actief op het EK –21 in Tsjechië. Jong Duitsland kwam op dit EK tot de halve finale. Younes kwam elke wedstrijd in actie.
| Jeugdinterlands van Amin Younes         | Jeugdinterlands van Amin Younes         | Jeugdinterlands van Amin Younes         | Jeugdinterlands van Amin Younes         | Jeugdinterlands van Amin Younes         | Jeugdinterlands van Amin Younes         |
| Team (№ interlands)                     | Datum                                   | Wedstrijd                               | Uitslag                                 | Soort Wedstrijd                         | Doelpunten                              |
| Als speler bij Borussia Mönchengladbach | Als speler bij Borussia Mönchengladbach | Als speler bij Borussia Mönchengladbach | Als speler bij Borussia Mönchengladbach | Als speler bij Borussia Mönchengladbach | Als speler bij Borussia Mönchengladbach |
| --------------------------------------- | --------------------------------------- | --------------------------------------- | --------------------------------------- | --------------------------------------- | --------------------------------------- |
| Onder 16 (1.)                           | 20 mei 2009                             | Duitsland – Frankrijk                   | 2 – 1                                   | Vriendschappelijk                       |                                         |
| Onder 17 (1.)                           | 17 september 2009                       | Duitsland – Cyprus                      | 4 - 0                                   | Vriendschappelijk                       | 75'                                     |
| Onder 17 (2.)                           | 22 september 2009                       | Duitsland – Israël                      | 7 – 0                                   | Vriendschappelijk                       | 75'                                     |
| Onder 17 (3.)                           | 23 oktober 2009                         | Duitsland – Macedonië                   | 2 – 0                                   | EK Kwalificatie '10                     |                                         |
| Onder 17 (4.)                           | 25 oktober 2009                         | Duitsland – Finland                     | 0 – 1                                   | EK Kwalificatie '10                     |                                         |
| Onder 17 (5.)                           | 28 oktober 2009                         | Duitsland – Turkije                     | 2 – 1                                   | EK Kwalificatie '10                     |                                         |
| Onder 17 (6.)                           | 18 november 2009                        | Roemenië – Duitsland                    | 1 – 3                                   | Vriendschappelijk                       | 55'                                     |
| Onder 17 (7.)                           | 21 november 2009                        | Roemenië – Duitsland                    | 0 – 2                                   | Vriendschappelijk                       |                                         |
| Onder 17 (8.)                           | 13 maart 2010                           | Duitsland – Georgië                     | 1 – 0                                   | Vriendschappelijk                       |                                         |
| Onder 17 (9.)                           | 27 maart 2010                           | Duitsland – Zwitserland                 | 0 – 1                                   | EK Kwalificatie '10                     |                                         |
| Onder 17 (10.)                          | 30 maart 2010                           | Servië – Duitsland                      | 1 – 4                                   | EK Kwalificatie '10                     | 55'                                     |
| Onder 18 (1.)                           | 8 oktober 2010                          | Oekraïne – Duitsland                    | 1 – 2                                   | Vriendschappelijk                       |                                         |
| Onder 18 (2.)                           | 14 december 2010                        | Israël – Duitsland                      | 0 – 7                                   | Vriendschappelijk                       |                                         |
| Onder 18 (3.)                           | 16 december 2010                        | Frankrijk – Duitsland                   | 1 – 2                                   | Vriendschappelijk                       |                                         |
| Onder 18 (4.)                           | 17 december 2010                        | Duitsland – Verenigde Staten            | 1 – 2                                   | Vriendschappelijk                       |                                         |
| Onder 18 (5.)                           | 22 maart 2011                           | Duitsland – Frankrijk                   | 3 – 2                                   | Vriendschappelijk                       | 35'                                     |
| Onder 18 (6.)                           | 24 maart 2011                           | Duitsland – Frankrijk                   | 1 – 2                                   | Vriendschappelijk                       |                                         |
| Onder 19 (1.)                           | 1 september 2011                        | België – Duitsland                      | 3 – 5                                   | Vriendschappelijk                       | 62'                                     |
| Onder 19 (2.)                           | 4 september 2011                        | Duitsland – Nederland                   | 2 – 2                                   | Vriendschappelijk                       |                                         |
| Onder 19 (3.)                           | 17 april 2012                           | Tsjechië – Duitsland                    | 0 – 0                                   | Vriendschappelijk                       |                                         |
| Onder 19 (4.)                           | 6 oktober 2011                          | Noord-Ierland – Duitsland               | 1 – 5                                   | EK Kwalificatie '12                     |                                         |
| Onder 19 (5.)                           | 8 oktober 2011                          | Montenegro – Duitsland                  | 0 – 2                                   | EK Kwalificatie '12                     | 89'                                     |
| Onder 19 (6.)                           | 11 oktober 2011                         | Duitsland – Wit-Rusland                 | 3 – 3                                   | EK Kwalificatie '12                     |                                         |
| Onder 19 (7.)                           | 25 mei 2012                             | Duitsland – Servië                      | 2 – 2                                   | EK Kwalificatie '12                     |                                         |
| Onder 19 (8.)                           | 27 mei 2012                             | Roemenië – Duitsland                    | 1 – 1                                   | EK Kwalificatie '12                     |                                         |
| Onder 20 (1.)                           | 9 september 2012                        | Duitsland – Polen                       | 2 – 2                                   | Vriendschappelijk                       |                                         |
| Onder 21 (1.)                           | 13 augustus 2013                        | Duitsland - Frankrijk                   | 0 – 0                                   | Vriendschappelijk                       |                                         |
| Onder 21 (2.)                           | 6 september 2013                        | Faeröer - Duitsland                     | 0 – 3                                   | EK Kwalificatie 2015                    |                                         |
| Onder 21 (3.)                           | 9 september 2013                        | Ierland - Duitsland                     | 0 – 4                                   | EK Kwalificatie 2015                    |                                         |
| Onder 21 (4.)                           | 11 oktober 2013                         | Duitsland - Montenegro                  | 2 – 0                                   | EK Kwalificatie 2015                    |                                         |
| Onder 21 (5.)                           | 15 oktober 2013                         | Duitsland - Faeröer                     | 3 – 2                                   | EK Kwalificatie 2015                    | 82'                                     |
| Onder 21 (6.)                           | 15 november 2013                        | Montenegro - Duitsland                  | 1 – 1                                   | EK Kwalificatie 2015                    |                                         |
| Onder 21 (7.)                           | 19 november 2013                        | Roemenië - Duitsland                    | 2 – 2                                   | EK Kwalificatie 2015                    |                                         |
| Onder 21 (8.)                           | 4 maart 2014                            | Spanje - Duitsland                      | 2 – 0                                   | Vriendschappelijk                       |                                         |
| Als speler bij 1. FC Kaiserslautern     |                                         |                                         |                                         |                                         |                                         |
| Onder 21 (9.)                           | 5 september 2014                        | Duitsland - Ierland                     | 2 – 0                                   | EK Kwalificatie 2015                    |                                         |
| Onder 21 (10.)                          | 9 september 2014                        | Duitsland - Roemenië                    | 8 – 0                                   | EK Kwalificatie 2015                    | 16'                                     |
| Onder 21 (11.)                          | 13 november 2014                        | Duitsland - Nederland                   | 3 – 1                                   | Vriendschappelijk                       | 11'                                     |
| Onder 21 (12.)                          | 18 november 2014                        | Tsjechië - Duitsland                    | 1 – 1                                   | Vriendschappelijk                       |                                         |
| Onder 21 (13.)                          | 27 maart 2015                           | Duitsland - Italië                      | 2 – 2                                   | Vriendschappelijk                       |                                         |
| Onder 21 (14.)                          | 30 maart 2015                           | Engeland - Duitsland                    | 3 – 2                                   | Vriendschappelijk                       |                                         |
| Onder 21 (15.)                          | 17 juni 2015                            | Duitsland - Servië                      | 1 – 1                                   | EK 2015 groepsfase                      |                                         |
| Onder 21 (16.)                          | 20 juni 2015                            | Duitsland - Denemarken                  | 3 – 0                                   | EK 2015 groepsfase                      |                                         |
| Onder 21 (17.)                          | 23 juni 2015                            | Tsjechië - Duitsland                    | 1 – 1                                   | EK 2015 groepsfase                      |                                         |
| Onder 21 (18.)                          | 27 juni 2015                            | Portugal - Duitsland                    | 5 – 0                                   | EK 2015 halve finale                    |                                         |

### Duits voetbalelftal
Younes werd op 17 mei 2017 door bondscoach Joachim Löw geselecteerd voor het Duits voetbalelftal. Hij debuteerde op 6 juni 2017 als international, in een oefenwedstrijd tegen Denemarken. Daarin viel hij in de 66ste minuut in voor Matthias Ginter. Hij maakte zijn eerste interlandgoal op zaterdag 10 juni 2017 in zijn tweede interland, tegen San Marino (7-0). Younes begon als eerste Eredivisiespeler ooit in de basis bij Die Mannschaft. Hij verzorgde die dag zowel een doelpunt als een assist. In juni 2017 nam Younes met Duitsland deel aan de FIFA Confederations Cup 2017, die werd gewonnen door in de finale Chili te verslaan (1–0).
| Interlands van Amin Younes voor Duitsland | Interlands van Amin Younes voor Duitsland | Interlands van Amin Younes voor Duitsland | Interlands van Amin Younes voor Duitsland | Interlands van Amin Younes voor Duitsland | Interlands van Amin Younes voor Duitsland |
| №                                         | Datum                                     | Wedstrijd                                 | Uitslag                                   | Competitie                                | Goals                                     |
| Als speler bij AFC Ajax                   | Als speler bij AFC Ajax                   | Als speler bij AFC Ajax                   | Als speler bij AFC Ajax                   | Als speler bij AFC Ajax                   | Als speler bij AFC Ajax                   |
| ----------------------------------------- | ----------------------------------------- | ----------------------------------------- | ----------------------------------------- | ----------------------------------------- | ----------------------------------------- |
| 1.                                        | 6 juni 2017                               | Denemarken – Duitsland                    | 1 – 1                                     | Vriendschappelijk                         |                                           |
| 2.                                        | 10 juni 2017                              | Duitsland – San Marino                    | 7 – 0                                     | Kwalificatie WK 2018                      | 38'                                       |
| 3.                                        | 25 juni 2017                              | Duitsland – Kameroen                      | 3 – 1                                     | Confederations Cup 2017                   |                                           |
| 4.                                        | 29 juni 2017                              | Duitsland – Mexico                        | 4 – 1                                     | Confederations Cup 2017                   | 90+1'                                     |

## Erelijst
Als speler
 Jong Ajax
- Eerste divisie: 2017/18

 SSC Napoli
- Coppa Italia: 2019/20

 Duitsland
- FIFA Confederations Cup: 2017

Individueel
- UEFA Europa League Team van het Seizoen als speler van AFC Ajax: 2016/17